# Bedák Pál
Bedák Pál (Budapest, 1985. szeptember 8. –)  magyar ökölvívó.
A 2000-es évek egyik legeredményesebb magyar ökölvívója. 156 centiméter magas, nemzetközi amatőr pályafutása alatt a legkisebb súlycsoportban, papírsúlyban versenyzett, emellett magyar bajnok légsúlyban.
Nevelőedzői Nagy László és Szabó Gyula. Amatőr pályafutását a Vasas SC, majd az Unio Sport Kispest SE színeiben folytatta, trénere Szántó Imre volt. A Testnevelési Egyetemen szakedzői diplomát szerzett, jelenleg az FTC vezetőedzője. Testvére, Bedák Zsolt szintén ökölvívó.

## Eredményei
- 2002-ben ezüstérmes a kadet világbajnokságon papírsúlyban.
- 2002-ben kadet Európa-bajnok papírsúlyban.
- 2003-ban junior Európa-bajnok papírsúlyban.
- 2004-ben junior világbajnok papírsúlyban. Legyőzte például a Puerto Ricó-i McWilliams Arroyót, majd a döntőben az orosz Szergej Vodopjanovot is.
- 2004-ben bronzérmes az Európa-bajnokságon papírsúlyban.
- 2005-ben ezüstérmes a világbajnokságon, a döntőben az olimpiai bajnok kínai Cou Si-ming győzte le.
- 2006-ban az Európa-bajnokságon a negyeddöntőben szenvedett vereséget a későbbi győztes orosz David Ajrapetyantól, így nem szerzett érmet.
- 2007-ben aranyérmes az Európai Unió ökölvívó bajnokságán.
- 2007-ben a világbajnokságon már a 16 közé jutásért összekerült Ajrapetjánnal akitől újra kikapott.
- magyar bajnok (2002 – 2007)

## Profi karrierje
2008-ban kezdte profi pályafutását légsúlyban a hamburgi Universumnál Erdei Zsolt csapattársaként.
Mérlege: 8 mérkőzés, 8 győzelem, ebből 5 KO/TKO.